# José Manuel Jiménez Berroa
José Manuel Jiménez Berroa (Trinidad, Cuba, 7 de desembre de 1851 – Hamburg, Alemanya, 15 de gener de 1917) fou un pianista i compositor cubà.
Estudià el piano a Leipzig i viatjà per Europa, fins que el 1876 guanyà el primer premi en el Conservatori de París, sent deixeble de Marmontel. Assolí gran èxit en tots els seus concerts i va compondre diverses peces, entre les quals destaquen Elegia (premiada en el Certamen de l'Exposició de Matanzas) i Rapsodias cubanas.